# Tetris & Dr. Mario
Tetris & Dr. Mario är en dubbelkassett från 1994 med spelen Tetris och Dr. Mario.

### Fotnoter
1. ↑  ”Dr. Mario & Tetris” (på svenska). Super Power (Solna) (6-7 1995). juni 1995. Läst 10 juni 2014.
2. ↑  ”Tetris & Dr. Mario” (på engelska). Mobygames. 10 mars 1994. http://www.mobygames.com/game/tetris-dr-mario. Läst 10 juni 2014.